# Archaeomysis articulata
Archaeomysis articulata är en kräftdjursart som beskrevs av Hanamura 1997. Archaeomysis articulata ingår i släktet Archaeomysis och familjen Mysidae. Inga underarter finns listade i Catalogue of Life.